# Flórez
Flórez es un apellido español de origen asturiano, leonés y visigodo.
Con la expansión del Imperio español, el apellido se extendió por todo el hemisferio occidental. El apellido se asocia con algunas de las familias más antiguas y consolidadas de la nobleza española durante la Era de los Descubrimientos, que se asentaron en regiones como el Nuevo Reino de Granada. Estos primeros colonos europeos fueron algunos de los primeros exploradores en llegar al Nuevo Mundo en el siglo XVI en viajes organizados por la Corona española.

## Variantes del nombre
Aunque la ortografía Florez es una forma ampliamente utilizada y estandarizada del apellido, otras grafías del nombre incluyen Flórez, Flores, Flóriz, Floriz, Flóraz, Floraz, Flor, Florus, Florán, Floran, Florián y Froila.

## Origen del apellido
Se cree que el apellido se originó en el norte de España. El nombre "Floro" deriva del latín Florus, que significa "próspero". La raíz "Florus" se utilizó en contextos cristianos primitivos y romanos antiguos; por ejemplo, el mártir cristiano San Floro contribuyó a popularizar Florus/Floro en la Iberia medieval.
Se cree que el nombre "Flórez" es un apellido patronímico derivado del nombre "Froila", un antiguo nombre visigodo (germánico) utilizado en los reinos de Asturias y León, en el norte de España. Froila recibe su nombre de la palabra gótica frauja, que significa "señor" o "amo". El nombre se escribe como Froila, Fruela o Froilán en documentos latinizados de la Alta Edad Media. Froilaz o Froílaz (hijo de Froila) era la forma patronímica de Froila, que con el tiempo evolucionó fonéticamente a Flórez. Los cambios vocálicos y la suavización y simplificación gradual de las consonantes eran comunes en los dialectos astur-leoneses. Un noble de ascendencia romana y visigoda llamado Pelagio fue el fundador del Reino de Asturias, el catalizador de la Reconquista y el progenitor de la dinastía astur-leonesa. Froila I de Asturias, también conocido como Fruela I, gobernó en el siglo VIII d. C.

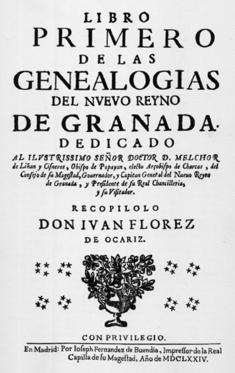
Genealogías del Nuevo Reino de Granada por Don Florez de Ocariz.

Dado que se cree que Flórez deriva de Froila, un nombre asociado con la nobleza visigoda del Reino de León, los primeros llegados con el apellido a América podrían haber afirmado descender de un linaje guerrero astur-leonés, lo que les otorgó estatus en la sociedad colonial. El nombre Froila (o Fruela) era común entre la nobleza y la realeza de la Asturias y León de principios de la Edad Media, y sus descendientes solían recibir patronímicos como Froilaz o, posteriormente, Flórez. El apellido Flórez era frecuente en el norte de España y el Reino de Nápoles. Con el tiempo, se extendió a los países hispanohablantes del Nuevo Mundo (América) a través de la migración y la colonización. El apellido Flórez aparece en registros militares y nobiliarios de la España medieval. Algunos linajes han establecido escudos de armas, que se incluyen en la heráldica española.
Diversas figuras políticas, artísticas y religiosas lo han usado a lo largo de la historia española y latinoamericana. El apellido Flórez se remonta principalmente al norte de España, concretamente a Asturias, León y Cantabria. Según registros históricos, el apellido Flórez sigue siendo común en estas zonas, así como en el Nuevo Reino de Granada (actual Colombia), lo que indica sus estrechos vínculos con la nobleza del norte de España.
En el siglo XVII d. C., un historiador español, Juan Flórez de Ocariz, que trabajaba como chambelán en el Nuevo Reino de Granada, tuvo acceso a varios archivos, incluidos los de la corte real de Santa Fe, que contenían documentos que detallaban los servicios de los conquistadores, los decretos reales y los asuntos eclesiásticos. Utilizó estos recursos para crear su obra fundamental, Genealogías del Nuevo Reino de Granada, que arroja luz sobre la historia colonial de la región.
Flórez de Ocariz cataloga las familias, comenzando por las más antiguas, e incluye a las familias gobernantes de los primeros asentamientos, los fundadores de las primeras ciudades, los descendientes de los conquistadores y los funcionarios de la Corona española. La familia Flórez fue una de las primeras en llegar al Nuevo Mundo conocidas entre los europeos durante los siglos XVI y XVII d. C. Domingo Flórez, Alonso Flórez, Gregorio de Valdés Flórez, Manuel Antonio Flórez, Bartolomé Flórez, Antonio Flórez de Valdés y Enrique Flórez se encontraban entre las personas prominentes con el apellido Flórez en la América colonial durante la colonización española del Nuevo Mundo.